# Lógica de Port-Royal
Lógica de Port-Royal (em francês:  Logique de Port-Royal) é o nome popular da La logique, ou l'art de penser, um importante manual sobre lógica inicialmente publicado anonimamente em 1662 por Antoine Arnauld e Pierre Nicole, dois proeminentes membros do movimento Jansenista, centralizado em Port-Royal. Blaise Pascal aparentemente contribuiu em partes do texto. Sua contraparte linguística é a Gramática de Port-Royal (1660).
Escrita na língua vernácula, ela tornou-se muito popular por introduzir o leitor à lógica e exibir fortes elementos cartesianos em sua metafísica e epistemologia (Arnauld foi um dos principais filósofos cujas objeções foram publicadas, com réplicas, na Meditações sobre Filosofia Primeira de Descartes). Ela esteve em uso até o século XX. A Lógica de Port-Royal é algumas vezes citada como um exemplo paradigmático da lógica tradicional.
O filósofo Louis Marin a estudou no século XX (La Critique du discours, Éditions de Minuit, 1975), enquanto que Michel Foucault a considerou, em Les Mots et les choses, uma das bases da episteme moderna.